# シトロエン・ディアーヌ
ディアーヌ（DYANE ）は、シトロエンが1967年から1983年まで製造・販売した自動車である。

## 概要
1967年、シトロエンの代表作である2CVの後継車として発表され、またルノー・4に対抗するための車種であった。同社のアミともメカニズムの多くを共有するが、アミは上級車、ディアーヌは2CVを近代化したベーシックカーという位置付けである。アカディアーヌという商用車仕様も生産された。
スタイリングは、1955年からシトロエン傘下となっていたパナール所属のルイ・ビオニエ（Louis Bioner）が手掛けた。シャシやエンジン（水平対向2気筒・空冷）、トランスミッションなどは2CVと共有した。しかし、発表からすでに18年経過していたにもかかわらず2CVの人気は衰えを知らず、ディアーヌは2CVの後継となり得ずに、同車よりも早く生産を終了した。およそ140万台が生産された。
ベーシックカーの刷新を図るも、その根強い人気に対して後継車が定着せず先に生産を終えるという例は、ミニとメトロ、ビートルとタイプ3やタイプ4でも見られる。

## 日本での普及
上で述べたように、当時の2CV人気には計り知れないものがあり、その影でディアーヌの存在意義は広く理解されることはなかった。それゆえ、当時はもちろん、現在でも旧車のミーティング以外でディアーヌを見かけることは稀である。